# Мостки (Дєдовицький район)
Мостки (рос. Мостки) — присілок в Дєдовицькому районі Псковської області Російської Федерації.
Населення становить 10 осіб. Входить до складу муніципального утворення Шелонська волость.

## Історія
Від 2015 року входить до складу муніципального утворення Шелонська волость.

## Населення
| 2001 | 2002 | 2010 |
| ---- | ---- | ---- |
| 10   | ↘7   | ↗10  |